# Johan Nyström (friidrottare)
Johan Ferdinand Nyström, född 16 april 1874 i Håtuna församling, Uppsala län, död 30 september 1968 i Tolfta församling, Uppsala län, var en svensk långdistanslöpare. Inom landet tävlade han för Östermalms IK.
Vid OS i Paris 1900 deltog Nyström i maratonloppet men bröt.